# Christian Duma
Christian Duma (né le 5 février 1982 à Cluj-Napoca) est un athlète allemand spécialiste du 400 mètres haies. 

## Carrière

### Palmarès
| Année | Compétition                    | Lieu              | Résultat | Épreuve     | Performance   |
| ----- | ------------------------------ | ----------------- | -------- | ----------- | ------------- |
| 2000  | Championnats du monde juniors  | Santiago du Chili | 4e       | 400 m haies | 50 s 60       |
| 2000  | Championnats du monde juniors  | Santiago du Chili | 2e       | 4 x 400 m   | 3 min 06 s 79 |
| 2001  | Championnats d’Europe juniors  | Grosseto          | 1er      | 400 m haies | 50 s 26       |
| 2002  | Coupe du monde                 | Madrid            | 8e       | 400 m haies | 50 s 57       |
| 2003  | Championnats d’Europe espoirs  | Bydgoszcz         | 2e       | 400 m haies | 49 s 53       |
| 2003  | Championnats d’Europe espoirs  | Bydgoszcz         | 2e       | 4 x 400 m   | 3 min 03 s 36 |
| 2005  | Championnats d’Europe en salle | Madrid            | 4e       | 4 x 400 m   | 3 min 10 s 14 |

### Records
| Épreuve          | Performance | Lieu     | Date         |
| ---------------- | ----------- | -------- | ------------ |
| 400 mètres haies | 49 s 17     | Florence | 18 juin 2005 |

| Épreuve    | Performance | Lieu      | Date            |
| ---------- | ----------- | --------- | --------------- |
| 400 mètres | 47 s 21     | Karlsruhe | 25 février 2006 |